# Grimpoteuthis antarctica
Grimpoteuthis antarctica är en bläckfiskart som beskrevs av Tsunemi Kubodera och Takashi A. Okutani 1986. Grimpoteuthis antarctica ingår i släktet Grimpoteuthis och familjen Opisthoteuthidae. Inga underarter finns listade i Catalogue of Life.